# Col·lecció Bassat
La Col·lecció Bassat d'Art Contemporani de Catalunya és una col·lecció privada que comprèn obres d'art contemporani català del període més recent, del 1947 fins a l'actualitat. La col·lecció s'integrarà en el futur Museu d'Art Contemporani de Mataró.

## Interès per l'art del matrimoni Bassat
La Carmen i en Lluís Bassat van comprar la seva primera obra el 1968, una pintura abstracta sobre tela, d'Àngel Jové. Aquest va ser l'únic quadre que van comprar a la dècada dels 60, va ser a partir dels 70 en endavant que van començar a adquirir el que seria la seva col·lecció d'art contemporani.
Ambdós coneixedors de l'obra d'artistes com Guinovart i Ràfols-Casamada d'ençà que pràcticament es va pintar, cosa que els ha permès veure com aquests anaven evolucionant, i amb ells el seu gust, han construït obra a obra una de les col·leccions d'art contemporàni català més importants de què tenim referència.
Els quadres de la seva col·lecció els han anat adquirint d'un en un, a galeries, subhastes, en col·leccions particulars. El matrimoni diu que cada quadre té la seva història al voltant de la seva adquisició, i no només sobre l'esforç econòmic que van haver de fer perquè no els escapés aquella peça que tant els agradava.
De les obres de la seva col·lecció, guarden un especial record de les que van de l'any 47 al 69 aproximadament, perquè els recorden la seva infantesa i joventut, i aquella etapa en què tots dos van començar a compartir la seva passió per l'art.

## Galeria Adrià
Segons explica Lluís Bassat, al mes d'Octubre del 1973, mentre passejava per les galeries del carrer Consell de Cent de Barcelona, va entrar a la Galeria Adrià, on exposava en aquell moment Xavier Serra de Rivera i va quedar enamorat de la seva obra. Va comprar una obra seva, la segona de la seva vida, i en poques hores havia adquirit el 35% de la galeria. Així és com va començar la peculiar relació de Lluís Bassat amb l'art i amb la Galeria Adrià. En aquells anys la galeria estava dirigida per Francesc Mestre, amb qui Bassat guarda a una gran amistat.
La Galeria Adrià va apostar de forma inequívoca per artistes contemporanis, els que eren els millors, els que van ser considerats més tard les figures més destacades de l'art contemporani a Catalunya, tant és així, que a la mateixa galeria se li va dedicar una exposició l'any 2006 al Museu de Valls.

## Col·lecció Bassat

### 1947-1969
Pel que fa a aquesta època, la col·lecció ofereix una mostra molt representativa i ens permet seguir l'evolució de l'art en aquest període. S'hi poden veure els primers assajos de renovació, d'una evolució cap a una modernitat més efectiva i radical que també s'anava estenent per Europa, i també les tendències que s'han succeït en aquests anys.
Picasso, és la figura que ha marcat l'art del segle passat, i a la col·lecció trobem dos obres de l'artista. Obres dotades de frescor i espontaneïtat, com els seus dibuixos i els quadres de petit format, els quals acostumen a agradar més per la manca d'èmfasi i perquè no proven d'imposar-se.
Joan Miró, una figura d'importància excepcional que no renúncia a l'evocació de la realitat, però que està vista amb més profunditat, capta ambigüitat i misteri en les seves obres de la col·lecció.
Joaquím Torres-García, un gran artista d'origen uruguaià, practicant de l'abstracció geomètrica, i un dels creadors que va iniciar l'avantguarda al nostre país.
Antoni Tàpies, qui serà l'artista més important català i espanyol d'aquells anys, és representat a la col·lecció amb obres que mostren un caràcter oníric, una vocació pel misteri i la gran creativitat que caracteritzà el conjunt de la seva obra.
Joan Ponç és el màxim representant a la col·lecció del grup Dau al Set.
Josep Guinovart, per la seva amplitud i interès, té un esment especial en aquesta col·lecció particular. Les seves obres marquen el pas d'un realisme molt personal a una simplificació formal d'expressivitat cromàtica intensa.
Joan Brotat, artista de qui la col·lecció posseeix obres de la seva primera època, caracteritzades per una innocència neta i una qualitat plàstica que justifiquen la seva presència i reivindicació.
Albert Ràfols-Casamada, una gran figura, de qui podem veure obres d'extrema sensibilitat, cosa que el caracteritzarà.
Joan Hernández Pijuan qui, representa en aquesta col·lecció un realisme esquemàtic amb un cert caràcter expressionista.
Maria Girona qui amb les seves obres aquí presents intenta recuperar la senzillesa neta amb l'esperit noucentista.
L'expressionisme a la col·lecció Bassat està representat per Josep Maria de Sucre.
Pel que fa a l'escultura, una de les màximes figures que formen part d'aquesta col·lecció és Josep Maria Subirachs, amb obres que pertanyen a un moment continuador del Noucentisme i a un realisme tan esquemàtic que voreja l'abstracció.
Amb l'extensió internacional de l'informalisme, molts artistes catalans s'hi van afegir, cosa que veiem representada en aquesta col·lecció amb les obres d'artistes com Tàpies, Modest Cuixart, Joan Josep Tharrats, Daniel Argimon, August Puig o Joan Vilacasas.
A finals dels anys 60, va sorgir una nova línia d'artistes que recuperaven un nou realisme, entre els quals van destacar Guinovart, Ràfols-Casamada i Vilacasas, a més de d'Àngel Jové, Eduard Arranz-Bravo i Rafael Bartolozzi. Pel que fa a l'escultura d'aquests anys, hi destaquen el ja esmentat Josep Maria Subirachs i Antoni
Clavé.

### 1970-1974
En aquesta part de la col·lecció trobem obres d'artistes
contemporanis de la primera generació, els nascuts abans de la
guerra.
Els conflictes socials del moment són els que més marquen les
tendències artístiques d'aquests anys. L'artista més
representatiu, més proper a la conflictivitat real entre l'art i el
compromís va ser Guinovart, i en aquest sentit el procediment del
collage el va ajudar molt a desenvolupar obres on els objectes
plàstics assolits eren tan ofensius i representatius de la realitat
com el fet mateix que denunciaven.
El màxim representant de la creació subjectiva d'aquests anys és
Joan Hernàndez Pijuan.
Un aspecte diferent és el representat per August Puig, amb una
cromaticitat difusa, diluïda, escampada, plena d'indecisions formals
evocades de l'imprecís voler i desitjar dels sentiments i de les
raons. Amb unes obres sense cap al·lusió ni figurativa ni
simbòlica, el plàstic uneix en una única gestualitat plàstica
expressiva.
Albert Ràfols-Casamada és una de les grans figures d'aquells anys
aquí representada. Amb representacions estrictament sensibles i
ponderades, on la línia i el color són autònoms. Un artista que
vol que el color i el traç responguin a la impressió real. Els seus
subjectes seran sempre la natura, el mar i l'interior casolà.
Marcel Martí, qui representa una idea molt moderna, entén que
l'acció creadora de l'art és per donar forma als esperits i deixa
enrere la noció de figuració o de còpia al natural.
Joan Josep Tharrats, un artista de la sensibilitat compositiva que
permet l'espontaneïtat de les tisores o del gest.
Antoni Clavé, de qui la seva obra es caracteritza per un fort
cromatisme i efectes òptics que transmeten sempre una tràgica
informació. Un artista també similar, Erwin Bechtold, qui entén
que l'espai és sempre textura a la recerca de significació.
Andreu Alfaro, les obres del qual es caracteritzen per giravoltar les
seves formes per obtenir el plaer del goig o l'empenta de l'energia
reivindicativa.
Maria Girona amb els seus paisatges, interiors i marines des del
nucli urbà que amb colors sincers, directes i carregats d'afecte ens
mostra les seves obres d'aquests anys.

### 1975-1979
Els artistes
d'aquests anys que formen part de la col·lecció van demostrar que
l'art figuratiu també pot ser modern. Aquests artistes, entre
d'altres que formen part del panorama català, són Francesc Artigau,
Gerard Sala, Xavier Serra de Rivera, Miquel Vilà i els valencians
Rafael Armengol, Manuel Boix i Artur Heras, tots ells nascuts durant
la postguerra. Grosso modo són artistes afins a les noves
figuracions com el pop art, el realisme social o crític i el
realisme màgic o també el neosurrealisme.
Formen part de la col·lecció d'aquests anys obres d'aquests joves
artistes marcades per la fi de la dictadura, per un profunda crisi
econòmica deguda al preu del petroli que mostren un ressorgir davant
l'informalisme imperant, una nova manera d'entendre la pintura.

### 1980-1989
Els artistes amb més renom d'aquests anys que trobem a la col·lecció Bassat són Perecoll, Sergi Aguilar, Francesc Anglès, Rafel Bartolozzi, Jaume Genovart, Víctor Mira, Manuel Molí, Joan Pere Viladecans i Zush. Uns artistes, la majoria nascuts en la dècada dels 40 i actius i partícips del moviment renovador de la pintura i de l'escultura.
Entre les obres que pertanyen a aquest període concretament, trobem la primera obra escultòrica que va comprar Lluís Bassat per la seva
col·lecció.
Pel que fa a les tendències que aquí podem veure representades, cal esmentar que en aquells anys van irrompre dos corrents estètiques.
Per un costat, les propostes derivades del conceptualisme internacional, el happening, el body art i el land art, amb un fort component social, iconoclasta i reivindicatiu. Per l'altre, un moviment renovador en el camp de la pintura i l'escultura figuratives, hereu de la tradició onírica catalana o dels nous corrents pictòrics internacionals. A la col·lecció Bassat hi trobarem principalment obres pertanyents al segon moviment, allò que Alexandre Cirici Pellicer va anomenar plàstica contemporània catalana.
Rafael Bartolozzi desenvolupà una obra pictòrica autònoma, caracteritzada per una figuració postpicassiana, amb influències evidents del pop art americà i del surrealisme internacional. Pertanyia a un grup d'artistes que van proposar una nova figuració hedonista i desacomplexada com a reacció davant l'informalisme gris, sec i hegemònic català. La vida, la quotidianitat i el sexe són
les seves principals formes d'expressió.
Jaume Genovart amb els seus paisatges interiors, plens de signes i cal·ligrames. Evoca el paisatge des de l'entusiasme vital, que concreta en escenaris imaginatius que, tanmateix, el pintor creu reals, latituds còsmiques que anomenarà genografies, paisatges indeterminats que transmeten una força cultural en què la realitat es fusiona amb allò irreal i on allò imaginari esdevé plausible.
Victor Mira, un dels pintors més representatius de l'efervescència pictòrica espanyola dels anys vuitanta, a través d'una figuració
alhora incòmoda, transcendent i colpidora. Les obres de la col·lecció Bassat mostren la transformació que va patir l'obra de Mira quan abandonà l'estil poncià per abraçar una figuració més expressiva, amb la incorporació de referències textuals provinents de l'imaginari pop.
Manuel Molí, el qual la seva obra s'identifica amb un cert surrealisme crític i grotesc. És el triomf de la sàtira i la ironia per sobre de la vanitat que el pintor associava al poder i a la condició humana.
Albert Porta, també conegut com a Zush, feia principalment obres escultòriques i també de dibuix. Era un dels artistes més subversius de la dècada dels 60.
Pere Viladecans, un artista que tenia la voluntat d'inserir la pintura en una realitat cultural en comunicació amb la poesia, la música o l'art sagrat, també volia aportar precisió al misteri de l'art a través de la contundència sígnica.
Francesc Anglès i Garcia, qui fa principalment escultura en guix i pintura acrílica sobre tela. El seu estil el determina la tècnica expressiva, que es fonamenta en la utilització de benes escaiolades, les quals permeten atorgar fluïdesa a la sempre granítica escultura. La seva obra és de tarannà vital, seguidora d'una tradició afrancesada.
Perecoll, una de les personalitats més contundents dels anys 70 a Catalunya. La seva característica principal és el volum, una singularitat que ve del cultiu de disciplines tan allunyades com l'escultura, la joieria o la pintura, per donar sortida a una afirmació plàstica comuna, l'expressivitat volumètrica i existencial.
Sergi Aguilar, de qui les escultures dels seus primers anys, representades en aquesta col·lecció són un treball gairebé d'orfebreria. Obres de petit format molt sòbries, en què l'escultor, explorava la combinació de materials amb volums geomètrics. La seva obra és la simulació d'un món absent, alhora intel·ligent i intel·ligible. No és la reivindicació d'un món espiritual o especulatiu, sinó que hi ha una voluntat de vinculació amb el món físic, la matèria és espai i la forma és l'afirmació de l'artista en un temps ben determinat. Cada escultura és com un habitacle, una temptativa de fer habitable l'infinit. L'obra de Sergi Aguilar representaria el contrapunt a una dècada que, pictòricament, va estar marcada pels nous realismes plàstics.

## La Nau Gaudí
Es tracta de la nau de blanqueig de la Cooperativa l'Obrera
Mataronesa, una de les primeres obres de Gaudí després de tenir el
títol d'arquitecte, projectada el 1878. El fet que Pagès, qui va
ser promotor i director de la cooperativa fos d'origen reusenc va
ajudar Gaudí en aquesta col·laboració. Gaudí no només projectà
la nau de blanqueig, sinó que també va projectar la bandera, un
casino recreatiu, les cases dels treballadors, un pla general de la
fàbrica, la bàscula i la porteria i l'estandard de la societat.
Sembla que la nau es bastí en dues etapes.
Una de les singularitats d'aquesta primera obra de Gaudí, és que no
va estar promoguda ni va estar vinculada a la burgesia, a les grans
famílies catalanes o a l'Església, sinó a una de les primeres
cooperatives obreres del tèxtil.
Es tracta d'una obra clau, ja que va obrir el camí al que seria la
creació gaudiniana més genuïna, el desenvolupament dels arcs com a
elements sustentadors, la prelació de les estructures sobre els
paraments i la forma exterior de l'edifici.
El 1969, la nau, va ser declarada monument historicoartístic per
l'Estat espanyol, i el 1982 Bé d'Interès Nacional per la
Generalitat de Catalunya.
Tres aspectes rellevants d'aquesta nau, serien la forma, els
materials emprats i l'emmatxat de les parts. La forma perquè va
servir per cobrir una gran superfícies sense necessitat de columnes,
els materials perquè van permetre formar arcs esvelts, resistents i
ben travats, i l'esmatxat perquè va poder donar resistència
flexibilitzant-ne la corba. Amb tot, l'èxit cal buscar-lo en
l'enginyós sistema que va inventar Gaudí.
Durant els anys, aquest edifici ha viscut molt mals moments fins que
el 2002 es va decidir que s'havia de restaurar. A finals del segle
XIX se li va mutilar la façana oest i durant molts anys també va
estar abandonada.

### Restauració de la Nau
L'any 2002 amb motiu de l'any Internacional Gaudí, l'Ajuntament de
Mataró va decidir restaurar i rehabilitar la Nau Gaudí com a
equipament cultural, i se li va fer l'encàrrec a l'arquitecte
mataroní Manuel Brullet.
La rehabilitació va consistir en la desconstrucció de l'edifici per
reparar i completar els arcs catenaris en tota la seva extensió,
substituint els trams de fusta malmesos per fustes noves, i la
reconstrucció dels arcs parabòlics. A banda de la nau, la
reconstrucció també va incloure la torre cilindrica rematada per un
sifó i la xamaneia fabril situada al costat de la nau.
No es tractava de retornar de manera literal l'obra de Gaudí sinó
de donar una nova vida a l'edifici. Sempre s'ha buscat la màxima
fidelitat als materials originals com el maó de pla, la fusta i la
teula plana, malgrat això Brullet va decidir substituir dues parets
opaques, la del nord i la de l'oest, per grans superfícies
vidriades. Una de les noves aportacions és la creació d'un subsòl
per a emplaçar-hi els equipaments.

### La Nau Gaudí com a preludi del Museu d'Art Contemporani
La Nau Gaudí de Mataró, rehabilitada pels serveis tècnics
municipals com a centre d'exposicions temporals, està acollint
actualment diverses exposicions temporals de la col·lecció Bassat
d'art contemporani en el que ha de ser el camí del futur Museu
mentre aquest no tingui una seu pròpia.
Es tracta d'una acció cooperativa entre l'Ajuntament de Mataró i el
publicista Lluís Bassat que farà que convisquin la joia de
l'arquitectura modernista de Gaudí amb una de les col·leccions
d'art contemporani català més importants.
S'ha creat un projecte global de sis exposicions que es presentaran
de forma successiva, i que ens mostraran per dècades les obres més
destacades d'aquesta col·lecció tan important, des dels anys 40
fins a l'actualitat.
Els arcs parabòlics o catenaris de fusta de Gaudí aniran acollint
obres dels artistes més significants i destacats del país o
relacionats amb Catalunya. La col·lecció Bassat integra tant els
artistes més destacats com els nous creadors, aquests que integren
el buit que hi ha en els museus d'aquests anys, i així s'anirà
perfilant el projecte de futur museu.

## Les exposicions temporals a la Nau Gaudí
1947-1969: Novembre
2010 – Maig 2011.
1970-1974: Juny
2011 - Abril 2012.
1975-1979:
Maig 2012 – Maig 2013.
1980-1989: Actual
exposició.
1990-1999: Té
prevista la seva inauguració al Juny del 2014.
2000 en endavant: Prevista
per 2015.